# MFK Rožňava
Mestský futbalový klub Rožňava w skrócie MFK Rožňava – słowacki klub piłkarski, grający w sezonie 2017/2018 w trzeciej lidze słowackiej, mający siedzibę w mieście Rożniawa.

## Historia
Klub został założony w 1918 roku. Za czasów istnienia Czechosłowacji największym sukcesem klubu był awans do trzeciej ligi czechosłowackiej. Grał w niej w latach 1962-1969. Z kolei po rozpadzie Czechosłowacji klub najpierw grał w czwartej lidze, a następnie trzeciej lidze słowackiej. W sezonie 1995/1996 zaliczył roczny epizod drugiej lidze słowackiej.

## Historyczne nazwy
- 1918 – Rozsnyói SC (Rozsnyói Sport Club)
- 1942 – MOVE Rozsnyói SC (Magyar Országos Véderő Egylet Rozsnyói Sport Club)
- TJ Baník Rožňava (Telovýchovná jednota Baník Rožňava)
- FK Kalcit VTJ Rožňava (Futbalový klub Kalcit Vojenská telovýchovná jednota Rožňava)
- SP MFK Rožňava (Mestský futbalový klub Rožňava)
- 2015 – MFK Rožňava (Mestský futbalový klub Rožňava)

## Stadion
Domowe mecze klub rozgrywa na stadionie o nazwie Futbalový štadión Rožňava, położonym w mieście Rożniawa. Stadion może pomieścić 1500 widzów.